# Sytnyky (obwód czerkaski)
Sytnyky (ukr. Ситники) – wieś na Ukrainie, w obwodzie czerkaskim, w rejonie czerkaskim, w hromadzie Korsuń Szewczenkowski. W 2001 liczyła 374 mieszkańców, spośród których 363 wskazało jako ojczysty język ukraiński, 9 rosyjski, a 2 inny.